# Saint-Basile-le-Grand (Quebec)
| Saint-Basile-le-Grand (Quebec) |          |
|                                |          |
|                                |          |
| Área                           |          |
| - Cidade                       | 36.1 km² |
| População (2001)               |          |
| - Cidade                       | 15605    |

Saint-Basile-le-Grand é uma cidade localizada no sudoeste de Quebec, Canadá.

## Estatísticas
De acordo com o censo canadense de 2006:
- População: 15.605 habitantes
- % Crescimento (1996-2001): 26,0
- Moradores:   5.816
- Área (km²):   36,10
- Densidade (pessoas por km²):    432,3